# Karl Donndorf
Karl August Donndorf, né le 17 juillet 1870 à Dresde et mort le 30 octobre 1941, est un sculpteur allemand, fils du sculpteur Adolf von Donndorf, dont il fut l'élève.

## Galerie

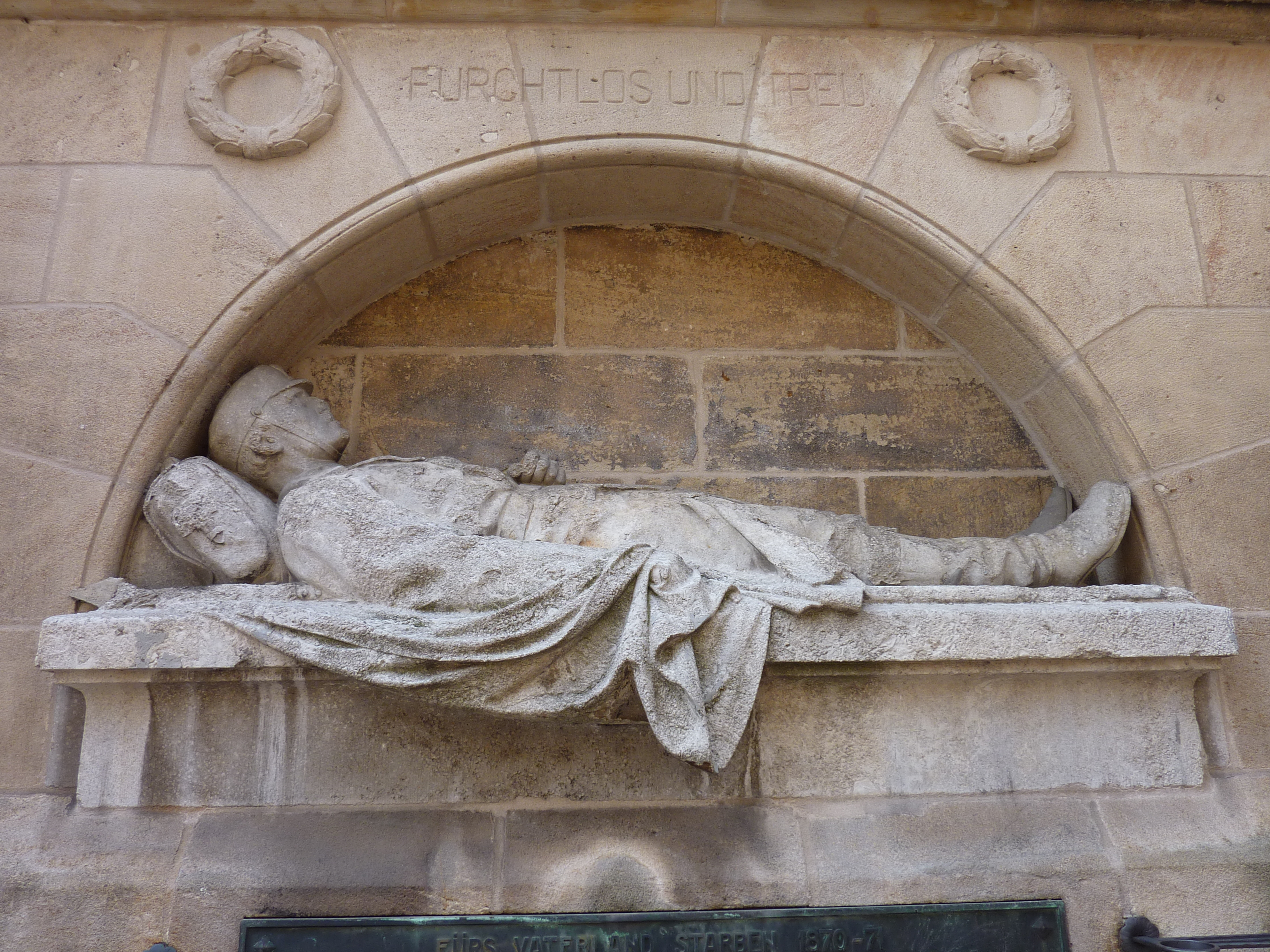
Esslingen (1910)
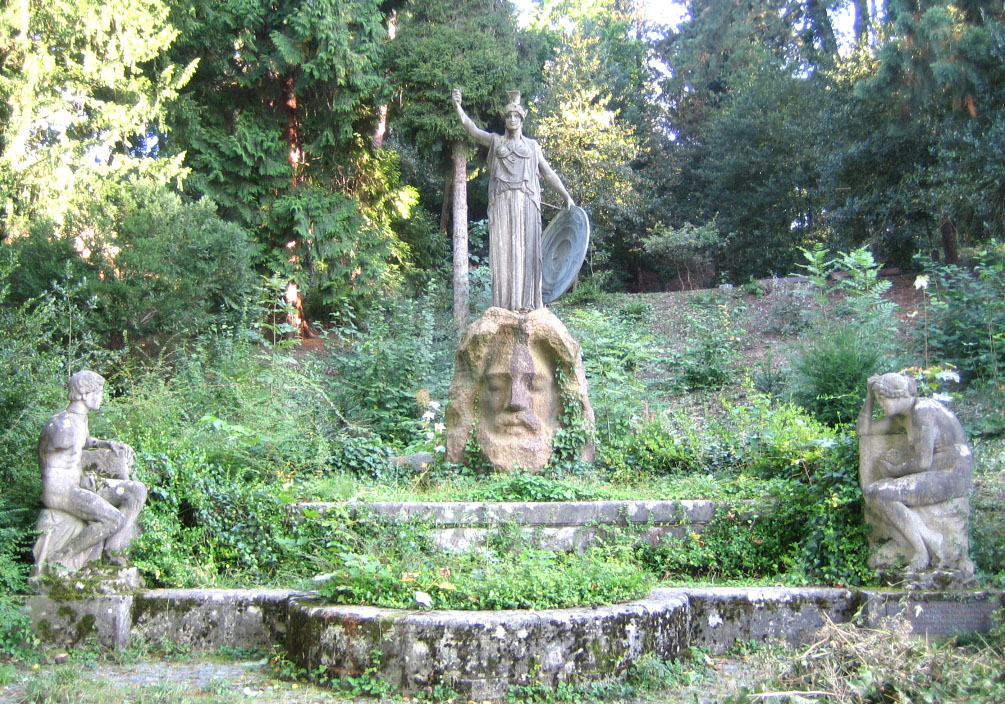
Stuttgart (1911)
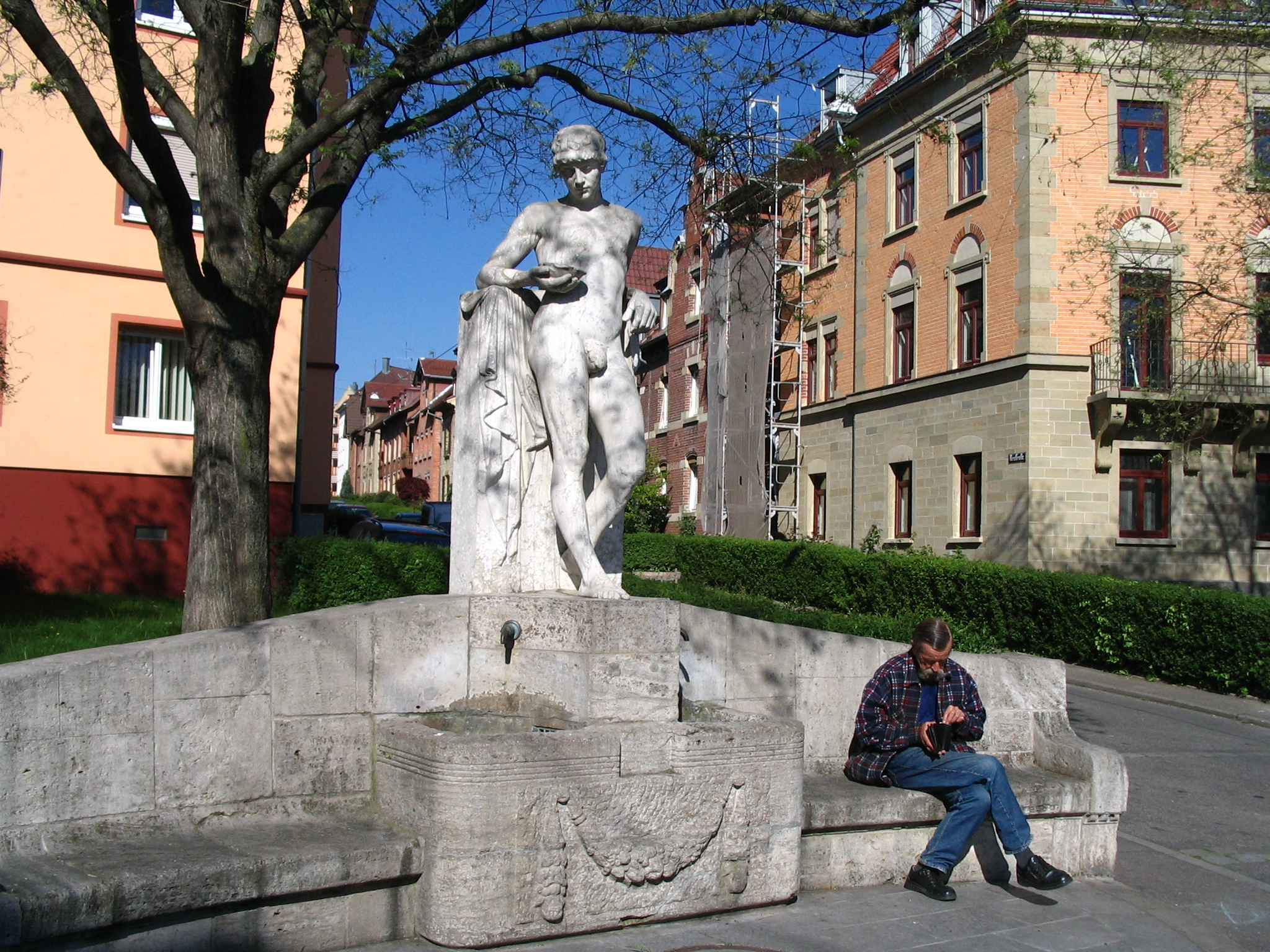
Stuttgart (1913)
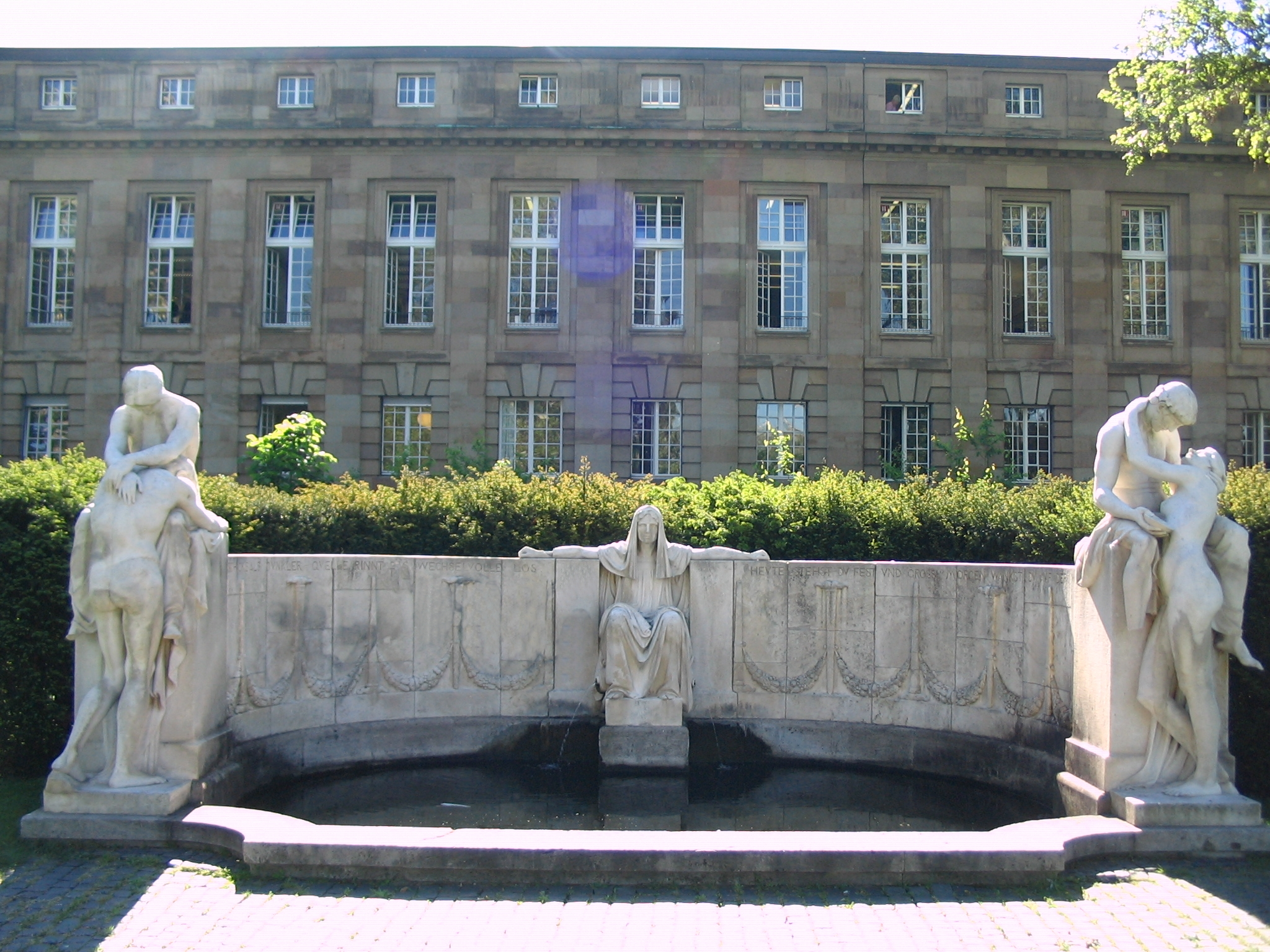
Stuttgart (1914)